# Phosphomévalonate kinase
 (février 2024).
Si vous disposez d'ouvrages ou d'articles de référence ou si vous connaissez des sites web de qualité traitant du thème abordé ici, merci de compléter l'article en donnant les références utiles à sa vérifiabilité et en les liant à la section « Notes et références ».
La phosphomévalonate kinase est une phosphotransférase qui catalyse la conversion du 5-phosphomévalonate en 5-pyrophosphomévalonate :
|                     | + ATP {\displaystyle \rightleftharpoons } ADP + |                         |
| 5-phosphomévalonate |                                                 | 5-pyrophosphomévalonate |
Cette enzyme intervient à la cinquième étape de la voie du mévalonate, qui est, chez tous les eucaryotes supérieurs et la plupart des bactéries, la voie métabolique de biosynthèse de l'isopentényl-pyrophosphate (IPP) et du diméthylallyl-pyrophosphate (DMAPP), intermédiaires conduisant à la synthèse du cholestérol et des terpénoïdes.